# Juegos Mediterráneos de 1951
Los I Juegos Mediterráneos se celebraron en Alejandría (Egipto), del 5 al 20 de octubre de 1951, bajo la denominación Alejandría 1951. Allí, bajo la atenta mirada del Rey Faruk y de su primo, el fundador de los Juegos, Mohamed Taher Pacha, se inauguraba una competición que, en su primera edición, pondría en juego a 734 deportistas representando a diez países. De ellos, Italia fue el más laureado, por delante de Francia y del estado anfitrión, Egipto, que quedó en tercera posición. 
Entre la nómina de deportistas, como dato curioso, se encontraba el nadador italiano Carlo Pedersoli, que tiempo después saltaría a la fama como actor, bajo el nombre de Bud Spencer. 
El total de competiciones fue de 91 repartidas en 14 deportes.

## Medallero
| Núm. | País       | Oro | Plata | Bronce | Total |
| ---- | ---------- | --- | ----- | ------ | ----- |
| 1    | Italia     | 27  | 22    | 12     | 61    |
| 2    | Francia    | 26  | 13    | 5      | 44    |
| 3    | Egipto     | 20  | 26    | 19     | 65    |
| 4    | Turquía    | 10  | 3     | 7      | 20    |
| 5    | Grecia     | 4   | 9     | 8      | 21    |
| 6    | Yugoslavia | 3   | 5     | 7      | 15    |
| 7    | España     | 2   | 4     | 4      | 10    |
| 8    | Líbano     | 0   | 5     | 14     | 19    |
| 9    | Siria      | 0   | 3     | 10     | 13    |

## Participantes
| País       | Masculinos | Femeninos | Total |
| ---------- | ---------- | --------- | ----- |
| Egipto     | 243        | 0         | 243   |
| Grecia     | 129        | 0         | 129   |
| Italia     | 99         | 0         | 99    |
| Siria      | 65         | 0         | 65    |
| Turquía    | 52         | 0         | 52    |
| Líbano     | 48         | 0         | 48    |
| Francia    | 42         | 0         | 42    |
| España     | 36         | 0         | 36    |
| Yugoslavia | 17         | 0         | 17    |
| Malta      | 3          | 0         | 3     |
| Total      | 734        | 0         | 734   |

## Deportes
- Atletismo
- Baloncesto
- Boxeo
- Esgrima
- Fútbol
- Gimnasia Artística
- Halterofilia
- Lucha Grecorromana
- Lucha Libre
- Natación
- Saltos de Natación
- Remo
- Tiro Olímpico

| Predecesor: Nueva creación | I Juegos Mediterráneos 1951 | Sucesor: Barcelona 1955 |